# 铁皮玩具收藏馆
铁皮玩具收藏馆，位于北京市西城区西绦胡同双寺甲7号，是一家专门展示铁皮玩具的私人博物馆，由铁皮玩具收藏家张洋夫妇创办。

## 历史
张洋生于1981年，1998年开始收藏中国古董铁皮玩具，藏品达到1千余件，包括20多个种类。2007年6月1日，他和中国多位古董玩具爱好者在“潘家园首届怀旧玩具展”上举办联展。2008年6月1日国际儿童节，他与妻子“小丸子”在北京旧鼓楼大街西绦胡同开办中国大陆首家私人铁皮玩具收藏馆“铁皮玩具收藏馆”。2008年8月北京奥运会期间，他开办个人展览，为期3个月，吸引了不少外国运动员参观留念，其中包括美国NBA巨星等等。
张洋的妻子网名叫“小丸子”，也是“80后”。二人起初认识后，张洋送给“小丸子”一件1960年代生产的铁皮玩具“小鸡啄米”。“小丸子”当时对此毫无兴趣，觉得“这人有病”。这件铁皮玩具在“小丸子”的办公桌内躺了一个月，才被“小丸子”拿回了家，不料受到她“50后”的老爸喜欢，非要见见张洋。结果一来二去，“小丸子”跟张洋陷入热恋。后来，“小丸子”的老爸将自己珍藏多年的苏联产铁皮小火车作为见面礼送给张洋。张洋也和“小丸子”结婚。再后来，这对夫妇在2008年共同开办了“铁皮玩具收藏馆”。
铁皮玩具收藏馆里展示1500多件铁皮玩具，四壁的展架上摆满铁皮玩具，包括轮船、飞机、火车、轿车、农用车、卡通动物、机器人等等，从1940年代的铁皮坦克，到1980年代的玩具汽车、玩具枪、变形金刚，应有尽有。张洋夫妇说：“在这里，有童心的人都可以是孩子。”
由于张洋夫妇平时白天都上班，所以白天该收藏馆一般不开，得等到晚上才开门，没有固定的开门时间。